# Ханча
Ханча̀ (хангъл: 한자 ха:нчча̀) е корейското название на китайските йероглифи, използвани в корейския език. Те са почти идентични с традиционните китайски йероглифи.
Китайската писменост прониква в Корея благодарение на будизма, и въпреки създадената от цар Седжон Велики азбука хангъл, употребата на ханча продължава да е валидна. В Южна Корея децата започват да я учат от седми клас паралелно с хангъл.
През 1949 г. Ким Ир Сен отменя изучаването на ханча в училищата, тъй като я счита за фактор, възпрепятстващ бързото ограмотяване на населението, така че в Северна Корея днес тя не се изучава и се използва много рядко.